# 嚴重欺詐案辦公室
，又译嚴重欺詐調查署，是英國政府的一個非內閣部門，負責調查和起訴英格蘭、威爾斯和北愛爾蘭的嚴重或複雜的詐騙和貪污行為。嚴重欺詐案辦公室根據《1987年刑事司法法令》（Criminal Justice Act 1987）設立，並對英格蘭及威爾斯檢察總長負責。
《1987年刑事司法法令》第2條賦予嚴重欺詐案辦公室權力，要求任何人（或企業、銀行）提供任何相關文件（包括機密文件）並回答任何相關問題，包括有關機密事項的問題。嚴重欺詐案辦公室同時是《2010年賄賂法令》的主要執行者，該法旨在鼓勵良好的公司治理能力並提高倫敦市和英國作為安全營商場所的聲譽。此外，嚴重欺詐案辦公室管轄範圍並未延伸到蘇格蘭。

## 歷史
20世紀70年代和80年代初，倫敦市發生了一系列金融醜聞，摧毀了公眾對政府處理嚴重或複雜詐欺行為的信任。針對這一問題，英國政府於1983年成立了欺詐審判委員會。這個獨立委員會由羅斯基爾勳爵擔任主席，審議法律和刑事訴訟程序的修改如何能夠帶來更有效之打擊詐欺的方法。該委員會的報告，俗稱羅斯基爾報告，發表於1986年。其建議英國政府應設立一個新的、統一的組織，負責偵查、調查和起訴嚴重詐欺案件。因此，《1987年刑事司法法令》設立了嚴重詐欺案辦公室，該辦公室於1988年4月開始運作。嚴重欺詐案辦公室還執行《2010年賄賂法令》。

## 外部連結
- 官方网站